# رود مانا
رود مانا (روسی: Ма́на) یک رودخانه در سرزمین کراسنویارسک کشور روسیه است.